# 東京都立中央圖書館
東京都立中央圖書館（日语：／ Tōkyō toritsu chūō toshokan */?）是位於日本東京都港區南麻布5-7-13的图书馆，為東京都立圖書館的總館。東京都立中央圖書館位於有栖川宮紀念公園內，於1973年（昭和48年）1月開館，並自東京都立日比谷圖書館接管其部分館藏。東京都立中央圖書館側重於商業資訊、法律資訊與健康醫療資訊，並舉行不同的創業輔導活動、免費法律諮詢活動與公開講座等。

## 歷史
1960年代，日本圖書館的服務方式開始受到質疑。在東京都，圖書館的服務出現都立圖書館與區立圖書館的分工合作關係不明確、東京都區部與市町村部的財政差距擴大、考生佔用閱覽室使其他圖書館訪客無法使用相關空間進行免費閱讀和研究等問題。早於1961年（昭和36年）日比谷圖書館擴建時，就已經得出需要對東京都圖書館系統進行大刀闊斧的改革的結論，而在一年多的審議過後，日比谷圖書館協議會於1962年（昭和37年）9月發佈了《東京都公共圖書館綜合計劃建議》（ Tōkyō-to no kōkyō toshokan sōgō keikaku ni tsuite no teigen）。建議書明確了東京都在解決當時存在的圖書館服務問題與實現日比谷圖書館原有服務功能的角色，其中包括建立新的圖書館以存放日比谷圖書館所藏的舊書與東京相關資料，以及為初高中生與已就業青少年提供作為其學習場所的地方圖書館等方針，也是首次有意見提出東京都立圖書館需要大型分館。為了更深入地思考設立大型分館的基本概念，國內圖書館相關人員就此事舉行諮詢，而諮詢結果為東京都立圖書館新設置的大型分館應為參考研究图书馆並負責近現代學術研究的機能，同時作為東京都內各公共圖書館相互合作的中心，而日比谷圖書館則負責供成人等借閲書籍；諮詢結果亦指出兩者應一體化運作。新圖書館預計將館藏150萬冊書籍，而在開館時實際館藏500万萬冊書籍，而為使新分館臨近東京市中心且交通方便，位於港區有栖川宮紀念公園內的東京都立教育研究所原址於1966年（昭和41年）獲確定為新分館的選址之一。1967年（昭和42年），美濃部亮吉就任東京都知事，新分館亦隨即獲定位為提供予東京都民的基本公共服務。1969年（昭和44年），法語文學家杉捷夫上任日比谷圖書館館長。杉積極走訪各市、區立圖書館，以取得圖書館的第一綫實況，並各地方對圖書館服務的不同要求盡力反映予都行政機關。東京都立圖書館館員相關人事制度於當時尚未確定，而擔任整理課長並實際負責新分館業務體制的森博於1971年（昭和46年）逝世，至於杉則於1972年（昭和47年）7月新分館開館前辭任日比谷圖書館館長。新分館接管日比谷圖書館的部分館藏，並於1973年（昭和48年）1月以“東京都立中央圖書館”之名正式開館。

## 館舍
東京都立中央圖書館館舍於1972年（昭和47年）3月落成，為钢筋混凝土建築，共有地上五層、地下兩層，總建築面積23,196.21平方（249,681.9平方英尺），共設916個座位，最多可容納約208萬本藏書，其中35萬本位於對外開放的書架上。東京都立中央圖書館側重於商業資訊、法律資訊與健康醫療資訊，相關書刊均位於圖書館的1樓（地面層），而圖書館亦整合各個窗口於1樓，以提供一站式服務。存放東京都行政資料的都市·東京資料閣（ Toshi-Tōkyō jōhō kōnā）與基礎參考書閣（ Kihon sankō tosho kōnā）均位於1樓。2樓與3樓主要為開架閱覽室，其中2樓主要存放社会科学、自然科学類書籍，而3樓則主要存放人文科学類書籍。4樓及以上主要有閱覽室、多功能廳、特展室、視聽資料室，其中5樓亦設有特別文庫室，東京都立圖書館館藏的約243,000份文庫資料均位於此。此外，圖書館的5樓亦設有食堂。

## 開放時間
| 日期                                                                                                 | 開放時間                                            |
| --- | --------------------------------------------------- |
| 平日                                                                                                 | 上午10時—下午9時 （特別文庫室：上午10時—下午5時半） |
| 星期六、星期日及公眾假期                                                                             | 上午10時—下午5時半                                  |
| 每月第一個星期四 每年12月29日—翌年1月3日 設備維修檢驗日（每月最多一日） 特別整理期間（每年最多12日） | 休館                                                |